# Honduras az olimpiai játékokon
Honduras először az 1968-as nyári olimpián szerepelt, a téli játékokon pedig egy alkalommal, 1992-ben voltak jelen az ország sportolói, akik eddig még nem nyertek olimpiai érmet.
A Hondurasi Olimpiai Bizottság 1956-ban jött létre, a NOB még ebben az évben felvette tagjai közé, a bizottság elnöke a 2017–2021-es időszakban Salvador Jiménez Cáceres.